# Martonosi György
Dr. Martonosi György Sándor (Vác, 1953. április 30. –) vállalkozó, polgármester, politikus.

## Életpályája
Szülei: Martonosi György és Kövesi Éva. 1970-ben géplakatosként végzett, majd a szegedi Déri Miksa Gépipari Szakközépiskola esti tagozatán érettségizett. 1977–1983 között a József Attila Tudományegyetem Állam- és Jogtudományi Karának hallgatója volt. 1983 óta magánvállalkozó, jogász, cégvezető. 1990-ben végzett a Budapesti Közgazdaságtudományi Egyetemen. Eleinte géplakatosként dolgozott, majd a makói Városgazdálkodási Vállalatnál technikus volt. 1993 óta a Fidesz tagja, a makói szervezet elnöke. 1994–2002 között, valamint 2006 óta önkormányzati képviselő. 1994-től a Csongrád megyei választmány elnöke. 1994-ben és 2006-ban országgyűlési képviselőjelölt volt. 1996–1997 között a makói Városgazdálkodási Rt. igazgatója volt. 1997 óta önálló ingatlanfejlesztési vállalkozó. 1998–2002 között a terület-fejlesztési bizottság tagja volt. 1998–2006 között országgyűlési képviselőként dolgozott (1998–2002: Csongrád megye, 2002–2006: Makó). 1999–2006 között a társadalmi szervezetek bizottságának tagja, 2004–2006 között alelnöke volt. 2002 óta a Csongrád megyei közgyűlés tagja. 2006-ban Maroslele polgármesterévé választották a Fidesz színeiben, majd két ízben újraválasztották – 2010-ben a Fidesz–KDNP közös jelöltjeként, 2014-ben pedig függetlenként –; a posztot a 2019-es önkormányzati választásig töltötte be.

## Díjai
- Maroslele díszpolgára (2021)[4]